# Карп, Наталья
Ната́лья Ка́рп (пол. Natalia Karp, урождённая Вейсман, пол. Weissman; 27 февраля 1911, Краков, Австро-Венгрия — 9 июля 2007, Лондон, Великобритания) — британская пианистка польского происхождения, уцелевшая в Холокосте.

## Ранние годы жизни
Родилась в Польше, учиться игре на фортепиано начала в возрасте четырёх лет. С тринадцати лет жила в Берлине, в 1927—1929 гг. училась у Артура Шнабеля. В восемнадцать лет дебютировала с Берлинским филармоническим оркестром, исполнив Первый концерт Фридерика Шопена. Вскоре после этого, в связи с со смертью матери, она вернулась в Польшу и в 1933 году вышла замуж за адвоката Юлиуса Хублера, который к её исполнительской карьере относился неодобрительно.

## Холокост
В 1943 году, после гибели мужа при бомбардировке города, Карп была отправлена в концентрационный лагерь Плашов, комендантом которого был Амон Гёт. Приказав ей сыграть перед ним в его день рождения (для исполнения она выбрала ноктюрн до-диез минор Шопена, интерпретации которого стали её визитной карточкой после войны), Гёт был настолько впечатлён игрой, что оставил в живых не только её саму, но и её сестру. Впоследствии Наталья Карп вместе с сестрой попали в Освенцим, где им, однако, удалось выжить.

## Карьера после войны
Сразу после окончания войны Наталья Вейсман вновь вернулась к музыке и уже 17 марта 1946 года исполнила Первый концерт П. И. Чайковского с оркестром Краковской филармонии. Вскоре Наталья вышла замуж за польского художника и экономиста Йозефа Карпфа, и семья переехала в Лондон, где Карпф получил работу в польском посольстве. В 1950 г., когда новое социалистическое руководство Польши попыталось отозвать Карпфа из Великобритании, семья получила политическое убежище. В Лондоне родились две их дочери. Затем она изменила свою фамилию, убрав из неё букву «ф».
На протяжении 1950—1970-х годов Карп интенсивно концертировала в Великобритании и в других европейских странах (в том числе в Германии), специализируясь в основном на произведениях Шопена. В 1949 году она, в частности, дала концерт в том же лондонском концертном зале, где в 1849 году выступал сам Шопен, по случаю открытия на этом здании памятной доски. Помимо сольной карьеры выступала в составе фортепианного Альфа-трио с Генриеттой Кантер (скрипка) и Реджайной Шейн (виолончель). В 1967 году в дуэте с пианисткой Хисаё Симидзу выступала в Лондоне перед Оскаром Шиндлером по случаю вручения ему Премии мира имени Мартина Бубера за спасение евреев во время Второй мировой войны. Выступала вплоть до девяноста лет. На концертах Наталья Карп всегда клала перед собой на рояль розовый носовой платок, который она приобрела сразу после войны как символ женственности, потерянной ею во время пребывания в концентрационных лагерях. 

## Память
Одна из двух дочерей Натальи Карп, журналистка Энн Карпф, написала книгу о своих родителях («После Войны: Жизнь После Холокоста», 1996). Внук Натальи Карп Марк Лоувен, журналист BBC, опубликовал в 2011 году статью «Последние выжившие в Холокосте вспоминают», в которой также рассказал историю своей бабушки.